# Ara (architektura)
Ara (łac. ołtarz) – w starożytności ołtarz ofiarny. Początkowo rolę ołtarza pełniło wzniesienie terenu albo głaz, na którym składano ofiary. Później przyjął formę stołu stawianego na szerokich stopniach. Boki stołu zdobiono reliefem z przedstawieniami o tematyce historycznej lub związanej z obrzędami rytualnymi. W górnej części ołtarza znajdował się kanał ściekowy, który służył do odprowadzenia krwi składanych w ofierze zwierząt albo innych wylewanych płynów ofiarnych. Stoły ofiarne stawiano w uświęconych miejscach (przed świątyniami, w świętych gajach, przy źródłach itp.). Istniały także małe ołtarzyki poświęcone zazwyczaj bóstwom  opiekuńczym. Stawiano je w domach.